# Anatoli Nemtyriov
Anatoli Nemtiriov –en ruso, Анатолий Немтырёв– (24 de diciembre de 1946) es un deportista soviético que compitió en remo.
Ganó tres medallas en el Campeonato Mundial de Remo entre los años 1974 y 1978, y una medalla en el Campeonato Europeo de Remo de 1973.

## Palmarés internacional
| Campeonato Mundial | Campeonato Mundial        | Campeonato Mundial | Campeonato Mundial |
| Año                | Lugar                     | Medalla            | Prueba             |
| ------------------ | ------------------------- | ------------------ | ------------------ |
| 1974               | Lucerna (Suiza)           | Medalla de plata   | Cuatro con timonel |
| 1975               | Nottingham (Reino Unido)  | Medalla de plata   | Ocho con timonel   |
| 1978               | Cambridge (Nueva Zelanda) | Medalla de oro     | Cuatro sin timonel |
| Campeonato Europeo |                           |                    |                    |
| Año                | Lugar                     | Medalla            | Prueba             |
| 1973               | Moscú (URSS)              | Medalla de oro     | Cuatro con timonel |